# Pregària de Sant Francesc
La Pregària de Sant Francesc és una oració cristiana per la pau, comunament però erròniament atribuïda a Francesc d'Assís. La pregària en la seva forma actual no es remunta més enllà de 1912, quan va ser impresa a París en francès  en una petita revista espiritual anomenada La Clochette (La Campaneta), publicada per La Ligue de la Sainte-Messe (La Lliga de la Santa Missa), sota el títol de “Bella pregària per fer durant la missa”. Es presentà com un text anònim, tot i que pot haver estat escrita per la fundadora de la Lliga, la germana Esther Bouquerel, com ens mostra Christian Renoux en el seu llibre sobre la història d'aquesta pregària.

## La pregària
Oh Senyor,

feu de mi un instrument de la vostra pau!

Que allà on hi hagi odi jo hi posi amor.

Que on hi hagi ofensa hi posi perdó.

On hi hagi discòrdia hi posi unió.

On hi hagi error hi posi veritat.

On hi hagi dubte hi posi fe.

On hi hagi desesperació hi posi esperança.

On hi hagi tenebres hi posi llum.

On hi hagi tristesa hi posi alegria.

Oh Mestre,

feu que no cerqui tant:

ser consolat, com consolar;

ser comprès, com comprendre;

ser estimat, com estimar.

Perquè és donant que es rep;

perdonant que s'és perdonat;

morint que es ressuscita a la vida eterna.